# Dauphiné-Skisprungschanze

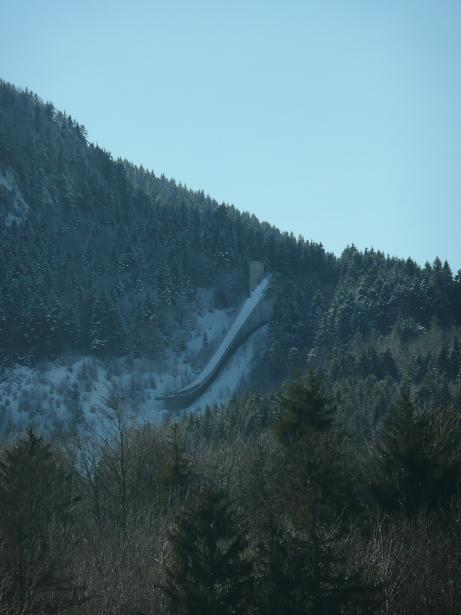
Dauphiné-Schanze im Winter

Die Dauphiné-Sprungschanze (französisch Tremplin du Dauphinéⓘ [dofiˈne]) ist eine Skisprungschanze im französischen Saint-Nizier-du-Moucherotte nahe Grenoble. Benannt ist sie nach der gleichnamigen historischen Provinz.

## Geschichte
Die Schanze wurde 1966 vom deutschen Architekten Heini Klopfer für die Großschanzenwettbewerbe der X. Olympischen Winterspiele 1968 konstruiert. Während die Wettbewerbe auf der Normalschanze am Traditionsstandort Le Claret in Autrans stattfanden, wurde für die Großschanze ein anderer Ort gewählt. Olympiasieger 1968 wurde Wladimir Beloussow aus der UdSSR.
Später wurde die Schanze kaum noch genutzt. Nur 1980 und 1981 fanden hier noch mehrere Weltcupspringen statt. Die 1982 geplanten Springen mussten wegen Schneemangels abgesagt werden. Im Jahr 1990 wurde die Schanze gesperrt und verfällt seither. Sowohl ein Abriss als auch eine betriebsfähige Renovierung sind der Gemeinde zu teuer.  Seit 2024 läuft ein Projekt zur Restaurierung der Anlage, die Finanzierung ist jedoch noch nicht abgesichert.

## Schanze
Über die technischen Daten der Schanze ist nicht viel mehr bekannt als der K-Punkt von 112 Metern.

### Schanzenrekord
- 111,0 m –  Roger Ruud, 28. Februar 1981 (WCS)

## Internationale Wettbewerbe
Die folgende Übersicht enthält alle übrigen von der FIS organisierten Sprungwettbewerbe.
| Datum            | Kategorie               | K-Punkt / HS | 1. Platz                                | 2. Platz                                | 3. Platz                                |
| ---------------- | ----------------------- | ------------ | --------------------------------------- | --------------------------------------- | --------------------------------------- |
| 18. Februar 1968 | Olympische Winterspiele | K90          | Wladimir Beloussow                      | Jiří Raška                              | Lars Grini                              |
| 9. Februar 1980  | Weltcup                 | K112         | Piotr Fijas                             | Hans Wallner                            | Stanisław Bobak                         |
| 10. Februar 1980 | Weltcup                 | K112         | Tom Christiansen                        | Alois Lipburger                         | Tom Levorstad                           |
| 28. Februar 1981 | Weltcup                 | K112         | Roger Ruud                              | Ivar Mobekk                             | Ernst Vettori                           |
| 9. Januar 1982   | Weltcup                 | K112         | Wettkampf wegen Schneemangels abgesagt. | Wettkampf wegen Schneemangels abgesagt. | Wettkampf wegen Schneemangels abgesagt. |
| 10. Januar 1982  | Weltcup                 | K112         | Wettkampf wegen Schneemangels abgesagt. | Wettkampf wegen Schneemangels abgesagt. | Wettkampf wegen Schneemangels abgesagt. |